# Пищ, Рафал
Рафал Мацей Пищ (пол. Rafał Maciej Piszcz, 24 октября 1940, Познань, Польша — 12 сентября 2012, там же) — польский спортсмен-байдарочник, бронзовый призёр Олимпийских игр в Мюнхене (1972) в соревнованиях байдарок-двоек.
Выступал за спортивное общество «Варта» (Познань) (пол. KS Warta Poznań). Был участником трех Олимпиад (Токио-1964 — не смог отобраться в финал, Мехико-1968 — был восьмым и Мюнхен-1972). На Играх в Мюнхене вместе с Владиславом Шушкевичем завоевал бронзовую медаль в соревнованиях байдарок-двоек на дистанции 1000 м. Являлся 24-кратным чемпионом Польши, восемь раз был финалистом чемпионатов мира, трижды — Европы.
По окончании карьеры гребца работал тренером и судьей международных соревнований. Кавалер ордена Возрождения Польши и Золотого креста Заслуги.